# Gabriel del Valle
Gabriel del Valle Medina (nacido el 3 de diciembre de 1970) es un exfutbolista y entrenador argentino. Actualmente Subcoordinador de Juveniles en Newell’s Old Boys

## Trayectoria

### Como futbolista
Comenzó su carrera en River Plate, haciendo su debut absoluto en 1990. Se mudó a Lanús en los años siguientes, pero solo permaneció una temporada después de jugar raramente. 
A partir de 1994 jugó en los equipos de Primera B Nacional: Sarmiento, Nueva Chicago, Deportivo Morón, Cipolletti y Gimnasia y Tiro. 
En 2001 se mudó al extranjero con el equipo ecuatoriano Liga de Quito. Ayudó a este último a recuperarse de la Serie A de Ecuador como titular, antes de jugar con más moderación en 2002 y posteriormente fichar por Técnico Universitario.
En 2003 regresó a su país de origen y se unió a Aldosivi en el Torneo Federal A. Luego jugó para Temperley de Primera B Metropolitana en 2005; se retiró con este último en junio del 2006 a los 35 años.

### Como entrenador
Luego de retirarse, regresó a Lanús (2007) y se desempeñó como técnico en las categorías juveniles. En 2010 se unió al cuerpo técnico de Gabriel Schurrer como su asistente en la misma institución finalizando el contrato en 2012 para luego ser parte de Asociación Atlética Argentinos Juniors en 2013.
Desde 2014 ejerció como subcoordinador de las divisiones inferiores del Club Atlético Lanús hasta el 2019.
En el año 2016 fue asistente de Ariel Paolorossi en la selección argentina sub-20 durante el Torneo COTIF 2016.
En 2019 se reagrupó al cuerpo técnico de Gabriel Schürrer en Aucas. Lo siguió al Blooming, Mitre (SdE) y al Deportivo Cuenca bajo el mismo cargo. El 12 de diciembre de 2022 fue nombrado entrenador de este último junto, a Juan Zubeldía.